# قائمة ورثة العرش الهولندي
هذه الصفحة هي قائمة من ورثة العرش الهولندي. وتشمل القائمة جميع الأفراد الذين كانوا يعتبرون وارثي عرش هولندا، إما وريث واضح أو وريث مفترض، منذ دستور مملكة هولندا في 16 مارس 1815. الذين اعتلوا العرش كملك أو ملكة هولندا تمت كتابتهم بالخط العريض. وتبين القائمة أيضاً الشخص الثاني في خط الوراثة.
| ورثة العرش الهولندي                                    | ورثة العرش الهولندي | ورثة العرش الهولندي   | ورثة العرش الهولندي | ورثة العرش الهولندي | ورثة العرش الهولندي | ورثة العرش الهولندي           | ورثة العرش الهولندي                                                            | ورثة العرش الهولندي   |
| الوريث                                                 | الحالة              | العلاقة بالملك        | أصبح وريثاً          | أصبح وريثاً          | توقف عن الوراثة     | توقف عن الوراثة               | الثاني في خط الخلافة                                                           | الملك                 |
| الوريث                                                 | الحالة              | العلاقة بالملك        | التاريخ             | السبب               | التاريخ             | السبب                         | الثاني في خط الخلافة                                                           | الملك                 |
| ------------------------------------------------------ | ------------------- | --------------------- | ------------------- | ------------------- | ------------------- | ----------------------------- | ------------------------------------------------------------------------------ | --------------------- |
| فيلم الثاني                                            | ولي العهد           | أكبر ابن              | 16 مارس 1815        | أب أصبح ملكاً        | 7 أكتوبر 1840       | تنازل الأب عن العرش أصبح ملكأً | Prince Frederick، 1815–1817، أخ                                                | فيلم الأول            |
| فيلم الثاني                                            | ولي العهد           | أكبر ابن              | 16 مارس 1815        | أب أصبح ملكاً        | 7 أكتوبر 1840       | تنازل الأب عن العرش أصبح ملكأً | فيلم الثالث، 1817–1840، ابن                                                    | فيلم الأول            |
| فيلم الثالث                                            | ولي العهد           | أكبر ابن              | 7 أكتوبر 1840       | أصبح الأب ملكاً      | 17 مارس 1849        | الأب توفى ، أصبح ملكاً         | Prince William، 1840–1849، ابن                                                 | فيلم الثاني           |
| William, Prince of Orange                              | ولي العهد           | أكبر ابن              | 17 مارس 1849        | أصبح الأب ملكاً      | 11 يونيو 1879       | توفى                          | Prince Maurice، 1849–1850، أخ                                                  | فيلم الثالث           |
| William, Prince of Orange                              | ولي العهد           | أكبر ابن              | 17 مارس 1849        | أصبح الأب ملكاً      | 11 يونيو 1879       | توفى                          | Prince Hendrik، 1850–1851، عم                                                  | فيلم الثالث           |
| William, Prince of Orange                              | ولي العهد           | أكبر ابن              | 17 مارس 1849        | أصبح الأب ملكاً      | 11 يونيو 1879       | توفى                          | Prince Alexander، 1851–1879، أخ                                                | فيلم الثالث           |
| Alexander, Prince of Orange                            | ولي العهد           | أصغر ابن              | 11 يونيو 1879       | الأخ توفى           | 21 يونيو 1884       | توفى                          | Prince Frederick، 1879–1881، العم الأكبر                                       | فيلم الثالث           |
| Alexander, Prince of Orange                            | ولي العهد           | أصغر ابن              | 11 يونيو 1879       | الأخ توفى           | 21 يونيو 1884       | توفى                          | فيلهلمينا، 1881–1884، أخت                                                      | فيلم الثالث           |
| فيلهلمينا                                              | ولية عهد مفترضة     | الابنة الكبرى         | 21 يونيو 1884       | أخ توفى             | 23 نوفمبر 1890      | الأب توفى ، أصبحت ملكة        | Princess Sophie, Grand Duchess of Saxe-Weimar-Eisenach، 1884–1890، عمة         | فيلم الثالث           |
| Princess Sophie, Grand Duchess of Saxe-Weimar-Eisenach | ولية عهد مفترضة     | عمة                   | 23 نوفمبر 1890      | ابنة أخ أصبحت ملكة  | 23 مارس 1897        | توفى                          | Hereditary Grand Duke Charles Augustus of Saxe-Weimar-Eisenach، 1890–1894، ابن | فيلهلمينا ملكة هولندا |
| Princess Sophie, Grand Duchess of Saxe-Weimar-Eisenach | ولية عهد مفترضة     | عمة                   | 23 نوفمبر 1890      | ابنة أخ أصبحت ملكة  | 23 مارس 1897        | توفى                          | Hereditary Grand Duke William Ernest of Saxe-Weimar-Eisenach، 1894–1897، حفيد  | فيلهلمينا ملكة هولندا |
| William Ernest, Grand Duke of Saxe-Weimar-Eisenach     | ولي عهد مفترض       | أول ابن عم ما إن يذهب | 23 مارس 1897        | جدة (صوفي) توفى     | 30 أبريل 1909       | ابنة أصحت ملكة                | Prince Bernhard of Saxe-Weimar-Eisenach، 1897–1900، أخ                         | فيلهلمينا ملكة هولندا |
| William Ernest, Grand Duke of Saxe-Weimar-Eisenach     | ولي عهد مفترض       | أول ابن عم ما إن يذهب | 23 مارس 1897        | جدة (صوفي) توفى     | 30 أبريل 1909       | ابنة أصحت ملكة                | Princess Marie of Saxe-Weimar-Eisenach، 1900–1909، عمة                         | فيلهلمينا ملكة هولندا |
| يوليانا                                                | ولية عهد مفترضة     | الابنة الكبرى         | 30 أبريل 1909       | ولدت                | 4 سبتمبر 1948       | تنازلت الأم، أصبحت ملكة       | William Ernest, Grand Duke of Saxe-Weimar-Eisenach، 1909–1922، ثاني ابن عم     | فيلهلمينا ملكة هولندا |
| يوليانا                                                | ولية عهد مفترضة     | الابنة الكبرى         | 30 أبريل 1909       | ولدت                | 4 سبتمبر 1948       | تنازلت الأم، أصبحت ملكة       | لا يوجد، 1922–1938                                                             | فيلهلمينا ملكة هولندا |
| يوليانا                                                | ولية عهد مفترضة     | الابنة الكبرى         | 30 أبريل 1909       | ولدت                | 4 سبتمبر 1948       | تنازلت الأم، أصبحت ملكة       | بياتريكس، 1938–1948، ابنة                                                      | فيلهلمينا ملكة هولندا |
| بياتريكس                                               | ولية عهد مفترضة     | الابنة الكبرى         | 4 سبتمبر 1948       | أم أصبحت ملكة       | 30 أبريل 1980       | تنازلت الأم، أصبحت ملكة       | أميرة هولندا إيرين ‏، 1948–1964، أخت                                            | يوليانا               |
| بياتريكس                                               | ولية عهد مفترضة     | الابنة الكبرى         | 4 سبتمبر 1948       | أم أصبحت ملكة       | 30 أبريل 1980       | تنازلت الأم، أصبحت ملكة       | مارغريت أميرة هولندا ‏، 1964–1967، أخت                                          | يوليانا               |
| بياتريكس                                               | ولية عهد مفترضة     | الابنة الكبرى         | 4 سبتمبر 1948       | أم أصبحت ملكة       | 30 أبريل 1980       | تنازلت الأم، أصبحت ملكة       | فيليم ألكساندر، 1967–1980، ابن                                                 | يوليانا               |
| فيليم ألكساندر                                         | ولي العهد           | أكبر ابن              | 30 أبريل 1980       | أم أصبحت ملكة       | 30 أبريل 2013       | تنازلت الأم، أصبح ملكاً        | الأمير يوهان فريزو (هولندا)، 1980–2003، أخ                                     | بياتريكس              |
| فيليم ألكساندر                                         | ولي العهد           | أكبر ابن              | 30 أبريل 1980       | أم أصبحت ملكة       | 30 أبريل 2013       | تنازلت الأم، أصبح ملكاً        | كاتارينا أماليا، 2003–2013، ابنة                                               | بياتريكس              |
| كاتارينا أماليا                                        | ولية العهد          | الابنة الكبرى         | 30 أبريل 2013       | أصبح الأب ملكاً      | حالي                | حالي                          | أليكسيا، 2013– حتى الآن، أخت                                                   | فيليم ألكساندر        |